# Elvis Contreras
Elvis Contreras (Tamayo, 20 de julio de 1979) es un jugador profesional de voleibol dominicano, juego de posición receptor/atacante. 

## Palmarés

### Clubes
Campeonato de República Dominicana:
- 1997, 1998, 1999, 2002

Copa de Alemania:
- 2005, 2006

Campeonato de Alemania:
- 2005, 2006

Campeonato de Bahréin:
- 2015, 2018
- 2017

### Selección nacional
Copa Panamericana:
- 2006
- 2008, 2009, 2012

## Premios individuales
- 2001: Mayor opuesto Campeonato NORCECA
- 2005: Mayor anotador Campeonato NORCECA
- 2006: Jugador Más Valioso y meyor anotador Copa Panamericana
- 2007: Meyor recepción Campeonato NORCECA
- 2008: Meyor anotador Copa Panamericana
- 2012: Meyor recepción y meyor servicio Copa Panamericana
- 2013: Meyor anotador y meyor opuesto Copa Panamericana
- 2014: Mayor Atacante. Mayor anotador y Jugador más Valioso.
- Centro Americano y del Caribe